# Василёв, Владимир Александрович
Владимир Александрович Василёв (род. 16 марта 1936) — химик и общественный деятель, доктор химических наук, профессор, специалист в области физической химии растворов электролитов.
Теоретические разработки связаны с развитием теории теплоёмкости и объёмных свойств растворов электролитов, изучением межкомпонентных взаимодействий в растворах, растворимости и теплоёмкости ионных кристаллов. Занимается расчётными методами нахождения неизвестных значений свойств растворов (плотность, теплоёмкость, энтальпия процессов, термодинамическая активность и др.). Входил в состав Научного Совета АН СССР по химической термодинамике и термохимии.
Депутат Государственной Думы 1-го созыва Федерального Собрания Российской Федерации.

## Биография
В. А. Василёв родился в 1936 г. в посёлке Полотняный Завод (ныне — Калужской области). В 1958 г. окончил кафедру технологии неорганических веществ (зав. кафедрой Жаворонков Н. М. МХТИ им. Д. И. Менделеева с отличием, был аспирантом заведующего кафедрой ОНХ А. Ф. Капустинского. Более 20 лет работал заместителем директора Новомосковского филиала МХТИ по учебной и научной работе. С 1985 по 1993 гг. — директор Новомосковского филиала МХТИ им. Д. И. Менделеева.

## Награды и звания
- звание «Почётный профессор Российского химико-технологического университета им. Д. И. Менделеева» (2015)[4]
- звание «Почётный работник Счётной палаты РФ».
- звание «Почётный химик СССР»,
- звание «Заслуженный работник культуры РСФСР».

## Научная деятельность
Автор более 250 научных, учебно-методических и химико-исторических работ, в том числе пяти книг. Находясь на государственной службе, продолжал вести научно-педагогическую работу в РХТУ имени Д. И. Менделеева. Сейчас он профессор кафедры Общей и неорганической химии РХТУ. Ведёт курсы: «Теоретические основы химии», «Неорганическая химия».

## Общественно-политическая деятельность
С 1993 по 1995 г. В. А. Василёв — депутат Государственной Думы Федерального Собрания Российской Федерации, член Комитета Государственной Думы по образованию, культуре и науке. Входил в состав Коллегии Госкомвуза России, был членом Российского национального комитета Международной профессорской ассоциации. Один из инициаторов подготовки и принятия Законов «О моратории на приватизацию государственных и муниципальных учебных заведений» (1994), «О едином образовательном пространстве государств-участников СНГ» (1995). По окончании депутатской деятельности находился на государственной службе в высшем органе финансового контроля страны — Счётной палате Российской Федерации.